# 이다도시의 한국체험
이다도시의 한국체험은 매주 평일 밤 8시 15분에 KBS 2TV로 종영 방송된 체험 프로그램이다.

## 같이 보기
셀리나의 한국체험